# Slijkwell
Slijkwell is een buurtschap in de gemeente Maasdriel in de Nederlandse provincie Gelderland. Het ligt ten noordwesten van het dorp Well.
Slijkwell is gesitueerd onderlangs de dijk tussen Well en Wellseind langs de Slijkwellsestraat, aan beide zijden van de N831.

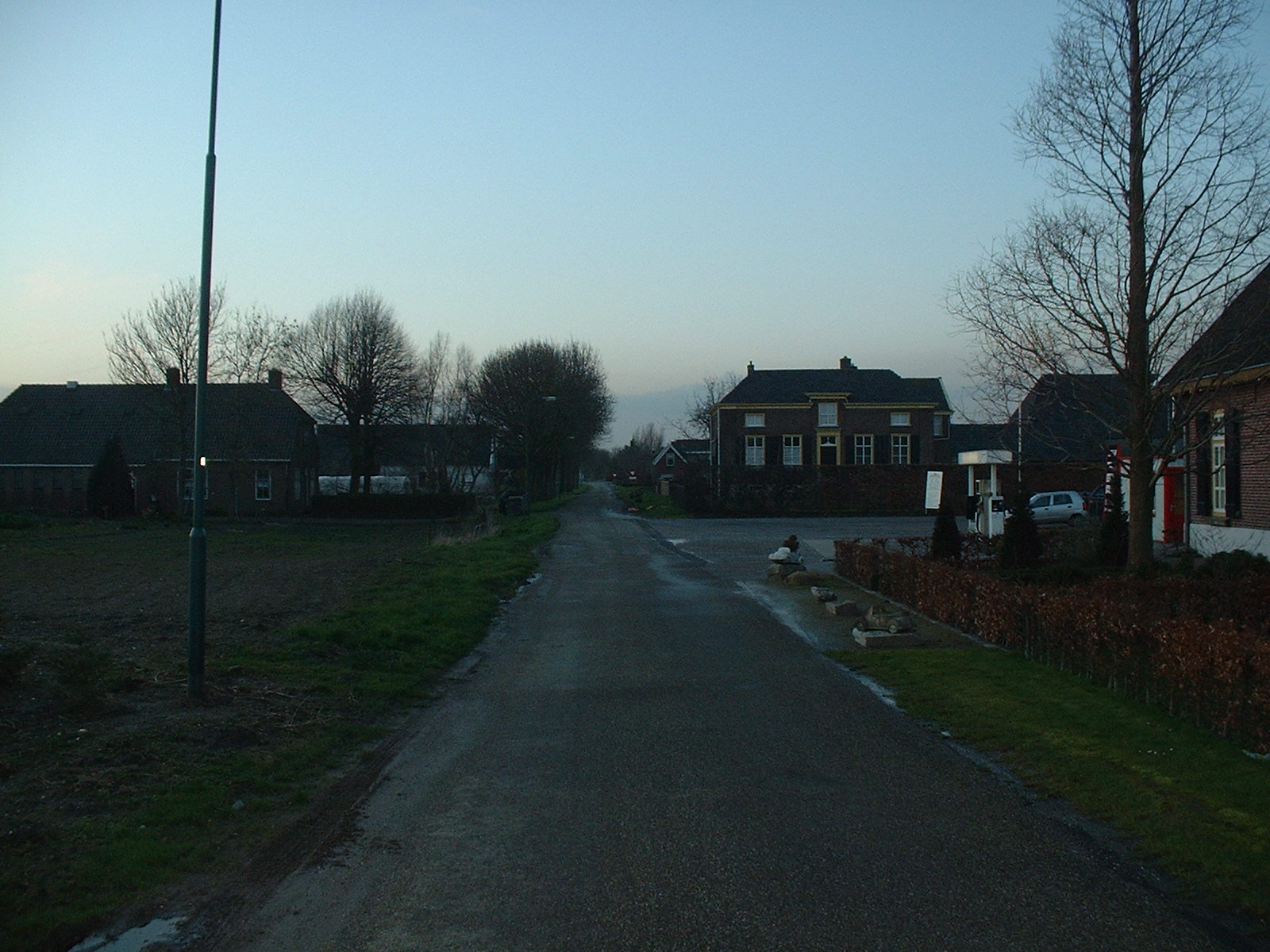
Slijkwell

Dorpen: Alem · Ammerzoden · Hedel · Heerewaarden · Hoenzadriel · Hurwenen · Kerkdriel · Rossum · Velddriel · Well · Wellseind

Buurtschappen: Californië · Doorning · Rome · Sint Andries · Slijkwell · Veluwe · Voorne · Wordragen

Gelderland: Steden en dorpen in Gelderland      Nederland: Provincies · Gemeenten